# Busetief

Busetief zwischen den ostfriesischen Inseln Juist und Norderney

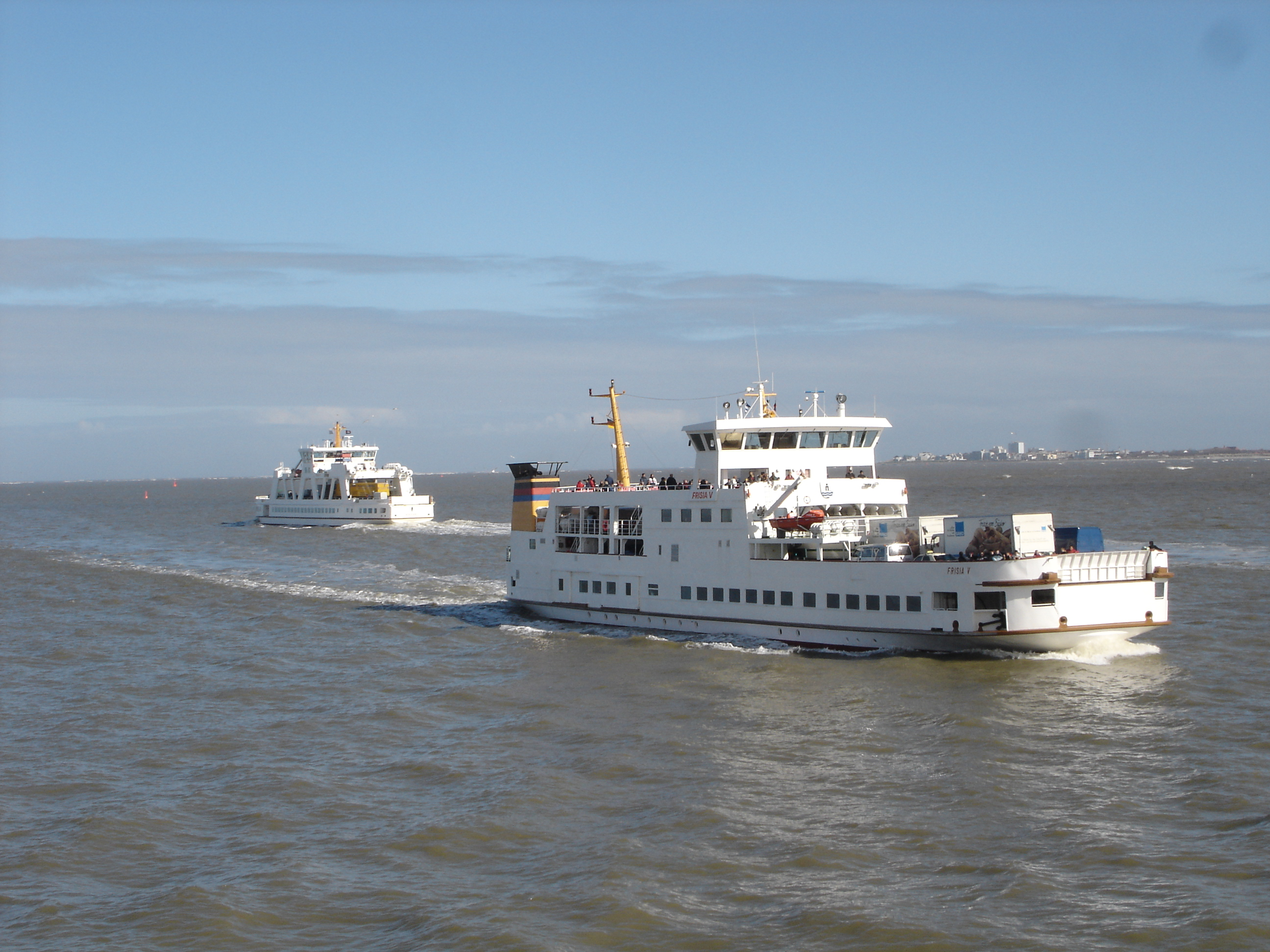
Schiffsbegegnung im Busetief

Das Busetief ist ein Seegatt in der Nordsee.
Das Busetief ist eines von vier bis fünf Seegatten, die von Süden zur Meerenge zwischen den ostfriesischen Inseln Juist und Norderney führen. Westlich gibt es noch die Rinne zur Memmertbalje und das Kalfamergat, östlich die Osterriede und die Legde, an die sich das Riffgatt anschließt. In der Meerenge selber gibt es das Spaniergatt westlich der Robbenplate und das Norderneyer Seegatt östlich dieser Sandbank. Von Norden führen zwischen verschiedenen Sandbänken das Dovetief (von Nordosten) und die Schluchter.
Das Busetief verläuft in Nord-Süd-Richtung zwischen den Inseln Juist und Norderney im Norden und dem Hafen von Norddeich im Süden. Die Lage und Tiefe des Fahrwassers unterliegt starken Veränderungen. Das Busetief ist das Hauptfahrwasser für den Fährverkehr zu den Inseln Norderney und Juist. Das Fahrwasser wurde im Januar 2017 nach Osten verlegt.
Die Hydrographische Karte Niedersachsen rechnet allerdings das Norderneyer Seegat und das Schluchter mit zum Busetief.